# Autophila horrida
Autophila horrida là một loài bướm đêm trong họ Erebidae.